# 伍德蘭維爾 (密蘇里州)
伍德蘭維爾（英語：Woodlandville）是位於美國密蘇里州布恩縣的非建制地區。

## 歷史
伍德蘭維爾的郵局於1872年設立，其後於1932年停運。此地因被樹林覆蓋，與周邊的草原形成對比而得名。

## 地理
伍德蘭維爾所處的海拔為高於海平面244米（即801英呎），而該地所採用的時區為UTC-6，即北美中部時區（CST）。同時該地設有夏令時間，為UTC-6調快一小時，即UTC-5（CDT）。